# Emerson, Lake & Palmer (album)
Emerson, Lake & Palmer – debiutancki album zespołu Emerson, Lake and Palmer, wydany w listopadzie 1970 roku w Wielkiej Brytanii przez wytwórnię Island, a w Stanach Zjednoczonych i Kanadzie przez Cotillion.
Album doszedł do 4. miejsca na UK Albums Chart.
Został uznany za jeden z najbardziej interesujących debiutów w historii muzyki rockowej.

## Historia
Utwory „The Barbarian” i „Knife-Edge” przypominały w znacznej mierze przeboje zespołów hardrockowych. Podstawą ich konstrukcji dźwiękowej i muzycznej było brzmienie organów Hammonda i gitary basowej, zagęszczona faktura, intensywny rytm i duża dynamika wykonawcza. Z drugiej strony oba czerpały z dorobku muzyki poważnej: „The Barbarian” powstał z wariacyjnego przetworzenia Alegro barbaro Béli Bartóka, natomiast „Knife-Edge” eksplorował temat z Sinfonietty Leoša Janáčka, znalazł się w nim też cytat ze Suity francuskiej d-moll nr 1 (BWV 812) z części pierwszej - Allemande Johanna Sebastiana Bacha. W utworze „The Three Fates”, będącym portretem muzycznym trzech Mojr swe umiejętności wykonawcze zaprezentował Emerson: w „Clotho” grał na organach Royal Festival Hall, nawiązując patosem do muzyki Bacha, zaś „Lachesis” wykonał na fortepianie. „Atropos” z kolei zagrał cały zespół; dwie ostatnie części zdradzały też jazzowe inspiracje muzyków. Płytę uzupełniły dwie kompozycje Lake’a: ballada „Take a Pebble” z instrumentalnymi partiami oraz antywojenna „Lucky Man”, z syntezatorową codą.

## Lista utworów
Zestaw utworów na wydawnictwie winylowym, wydanym w 1970 roku:

### Strona 1
| 1. | The Barbarian (Emerson, Lake & Palmer) | 4:27  |
|    |                                        |       |
| 2. | Take a Pebble (Lake)                   | 12:32 |
|    |                                        |       |
| 3. | Knife-Edge (Emerson/Lake & Fraser)     | 5:04  |
|    |                                        |       |
|    |                                        | 22:03 |
|    |                                        |       |

### Strona 2
| 1. | The Three Fates (Emerson) a. Clotho b. Lachesis c. Atropos | 7:46  |
|    |                                                            |       |
| 2. | Tank (Emerson & Palmer)                                    | 6:49  |
|    |                                                            |       |
| 3. | Lucky Man (Lake)                                           | 4:36  |
|    |                                                            |       |
|    |                                                            | 19:11 |
|    |                                                            |       |

### Skład zespołu
- Keith Emerson – instrumenty klawiszowe
- Greg Lake – śpiew, bas, gitary
- Carl Palmer – perkusja, instrumenty perkusyjne

### Produkcja
- Aranżacja – Emerson, Lake and Palmer
- Ilustracja okładki – Nic Dartnell
- Inżynier dźwięku – Eddie Offord
- Producent muzyczny – Greg Lake